# Pattern-Seeking Animals
Pattern-Seeking Animals (P-SA) is een muziekgroep uit de Verenigde Staten, Californië. 

## Band
Initiatiefnemer was tekstschrijver John Boegehold, die wel schreef voor Spock's Beard uit dezelfde staat. Hijzelf was bassist in de voorloper van die band, die op zoek ging naar een gitarist. Omdat een bassist makkelijker te vinden was, schakelde hij over naar gitaar en Dave Meros werd bassist. Boegehold zou zichzelf nooit ontwikkelen tot permanent lid van Spock’s Beard. Spock’s Beard maakte wel gebruik van teksten voor zover het in hun straatje paste. Zodoende bleven er genoeg teksten over om zelf muziek op te nemen. Daarbij viel zijn naam op Pattern-Seeking Animals. Die naam verwijst naar de drang van mensen in het leven (al dan niet terecht) patronen te vinden; hijzelf gaf als voorbeeld de vogeltrek. Als primitief jager zag de mens dat er in sommige jaartijden juist veel of weinig vogels waren. Omdat hij prettig samenwerkt met de leden van Spock’s Beard vroeg hij leden uit die band voor zijn band. Overigens was het niet de bedoeling tot een definitieve band te komen. De demo's vielen echter in de smaak bij Thomas Waber van InsideOut Music en vroeg om meer werk, zodat een album kon worden uitgegeven. Het genre waarin Pattern-Seeking Animals muziek uitbrengt, beweegt zich tussen de popmuziek en progressieve rock. 
Voorbeeld voor Boegehold zijn de progressieve rockbands uit de jaren zeventig: Genesis, Emerson, Lake and Palmer, Yes en Gentle Giant. Uitgaand van die muziek (en teksten) mengde hij die met modernere invloeden vanuit bijvoorbeeld countrymuziek en filmmuziek. Samenzang haalde uit Crosby, Stills, Nash & Young. 
De naam komt ook voor in de song Bulletproof van Spock's Beard, (album Noise floor) waarvan John Boegehold auteur is. 
De band zou na het verschijnen van het tweede album een aantal concerten verzorgen, maar de coronapandemie van 2020 stopte allerlei initiatieven daartoe.

## Leden
- Ted Leonard – zang, gitaar
- Dave Meros – basgitaar
- John Boegehold – toetsinstrumenten, gitaar, mandoline
- Jimmy Keegan – drumstel, percussie

## Discografie

### Pattern-seeking animals (2019)
Debuutalbum:
- Leonard (zang, gitaren), Boegehold (toetsen, mandoline, gitaren, zang, muziekproducent), Dave Meros (basgitaar), Jimmy Keegan (drumstel, zang)
- met Breana Marin (achtergrondzang track 5), Vesislava (cello, 5), Andrew Capra (achtergrondzang, 7), Chris Willow/Hunter Groth (achtergrondzang 9), Clockwork Sessions (strijkensemble)
- tracks: 1: No burden left to carry (9:38), 2: The same mistakes again (5:10), 3: Orphans of the universe (10:28), 4: No one ever died and made me king (3:54), 5; Fall away (4:47), 6: These are my things (4:52), 7: We write the ghost stories (3:22), 8: No land’s man (5:35), 9: Stars along the way (10:20)
- de track No one ever died and made me a king voert terug op mensen die zich groter voelen dat werkelijk het geval is. Ze worden aangeduid met "Who died and made you famous"; dat overkwam Boegehold dus niet.

### Prehensile tales (2020)
Voor het tweede album Prehensile tales werden een lijst aan gastmusici ingeschakeld. Alle muziek en teksten werden geschreven door Boegehold. De tracks zijn enigszins langer dan van het debuutalbum, hetgeen door sommigen werd gezien als verdieping.
- Leonard (zang, gitaren), Boegehold (toetsen, mandoline, autoharp, zang), Keegan (drums, percussie, zang) en Dave Meros (basgitaar, zang)
- met Rini (viool, tracks 2,3 6), Susan Craig Winsburg (dwarsfluit, 2, 5, 6), John Fumo (trompet, 4,5,6), Michelle Packman (cello, 4,5), Jeff Miguel (tenorsaxofoon, baritonsaxofoon 5), Daniel Fernandez (achtergrondzang, 3) en Rick Mouser (gitaren, mix en mastering en beheerder geluidsstudio The Mouse House, waar de drums werden opgenomen)
- tracks: 1: Raining hard in heaven (8:31), 2: Here in my autumn (7:56), 3: Elegant vampires (4:36), 4: Why don’t we run (5:09), 5: Lifeboat (17:20) en 6: Soon but not today (12:02).

### Only passing through (2022)
Studio-opnamen waren in 2020 en 2021 uit den boze tijdens de coronapandemie. De vier leden namen hun partijen thuis op (alleen de drumpartijen kwamen in The Mouse House tot stand) en voegden alles in samenwerking met Rich Mouser via filesharing samen. Er ontstond een mengeling van symfonische rock en progressieve popmuziek, soms teruggrijpend op er jaren zeventig; een natuurlijke voortzetting van het tweede album; alhoewel hier en daar weinig inventief gevonden. Er werd wederom een lijst aan gastmusici ingeschakeld.
- Pattern-Seeking Animals: Ted Leonard (zang, gitaar), Jimmy Keegan (drumstel, percussie, zang), Dave Meros (basgitaar), John Boegehold (zang, toetsinstrumenten, mandolines, gitaar, sitar, percussie, autoharp)
- Gasten: Beraud, Chris Flynn, Ivy Marie, Izora (achtergrondzang, track 4), Jenice Rosen (fagot, track 6), John Fumo (trompet, flugelhorn, track 3), Lindsay Willinger (achtergrondzang, track 10), Molly Pasutti (achtergrondzang, track 4, 8, 10), Patrick McNamara (synthesizer, track 9), Rini (viool, track 3, 4), Robin Tapp (achtergrondzang, track 4), Stanley T Sichel (ritmegitaar, track 10) en Vesislava (cello, track 6)
- tracks: 1. Everdark mountain (2:50, Boegehold) 2. I can’t stay here anymore (6:05, Boegehold), 3: Time has a way (13:15, Boegehold), 4: Rock paper scissors (5:01, Boegehold en Pasutti), 5: Much ado (4:49, Leonard), 6: Only passing through (4:20, Boegehold) 7: Said the stranger (7:08, Boegehold), 8: Here with you and me (8:07, Boegehold), 9: I’m not alright (4;17, Leonard), 10: Just another day at the beach (3:32, Boegehold en Sichel) [1][2]

### Spooky action at a distance (2023)
Met het vierde album Spooky action at a distance weekte PSA zich volledig los van Spock's Beard.